# جردن فاچر
جردن فاچر (انگلیسی: Jordan Faucher؛ زادهٔ ۶ نوامبر ۱۹۹۱) بازیکن فوتبال اهل الجزایر است.
از باشگاه‌هایی که در آن بازی کرده‌است می‌توان به باشگاه فوتبال رویال آنتورپ اشاره کرد.